# Лютеранская церковь Святого Михаила (Москва)
Церковь Святого Михаила (нем. Michael-Kirche; Михаэлькирхе, «старая церковь (кирха)» или «купеческая церковь»; в народе — «Старая обедня») — евангелическо-лютеранская церковь, религиозный, духовный и культурный центр европейцев лютеранского вероисповедания в Немецкой слободе. Снесена в 1928 году; бывшая территория церкви в настоящее время находится в Москве по адресу улица Радио, 17.
От этой церкви (кирхи) получил своё название располагавшийся рядом Новокирочный переулок.

## История

### В XVI—XVII веках
История старейшей лютеранской церкви в России и её общины начинается во второй половине XVI века. Ливонская война (1558—1583) послужила одним из факторов, весьма увеличивших число протестантов в России. Около трёх тысяч пленных, захваченных уже в первый год после взятия Дерпта, было отправлено в Россию. Вместе с ними в 1558 году прибыл и первый лютеранский проповедник Тиман Бракель, ставший пастором в 1560—1565 годах первой созданной общине. Пленные лифляндцы поселились на берегу реки Яуза на окраине Москвы, где община проводила совместные молитвы, но отдельного помещения изначально не имела. Затем в 1575—1576 годах в Старой Немецкой слободе была возведена небольшая деревянная лютеранская церковь, без колокольни и колоколов, но уже в 1580 году по приказу Ивана Грозного церковь и дома иностранцев были разрушены опричниками, а их жители изгнаны на улицу. Это была месть царя лифляндцам за переход короля Ливонии Магнуса на сторону противника России — Стефана Батория, короля польского, под предлогом спекуляции иностранцами водкой. В 1584 году за городом была возведена новая церковь.
В 1601 году с личного разрешения Бориса Годунова была возведена новая деревянная церковь из сосны, там же, в Старой Немецкой слободе — немецко-лифляндском предместье Москвы. Она мало чем отличалась от обычного московского дома. Внутри был сооружён по немецкому образцу алтарь с небольшим распятием. Для захоронения умершего в 1602 году герцога Иоганна, брата датского короля, приехавшего в Москву, чтобы жениться на дочери Бориса Годунова, был сооружён подвал с каменным сводом, куда был помещён его гроб. В 1611 году церковь сгорела во время пожара Москвы, который устроили поляки при отступлении из Москвы, в период польско-шведской интервенции. Также была разрушена и вся Немецкая слобода на Кукуе. С тех пор церковь неоднократно горела и заново отстраивалась и перестраивалась, однако все они были однотипны и ничем не отличались от обыкновенного срубного дома.
В правление царя Михаила Фёдоровича, церковью пользовались иностранцы разных национальностей и исповеданий: лютеране, англикане и реформаты. Сведения из метрической книги о крещённых в 1624 году свидетельствуют о наличии большего чем немцев количества англичан, шотландцев и ирландцев, многие из которых были военными. Церковь сгорела во время пожара 1626 года, после чего была построена новая церковь в Огородной слободе, на месте, купленном общиной у вдовы Иоакима Люмзена и второго её мужа Иоста Кивета.
По его приказу от 2 марта 1643 года лютеранские церкви в Китай-городе и у Земляного вала были разрушены в качестве мести за то, что из-за разногласий православного и лютеранского вероисповедания не состоялось венчание великой княжны Ирины Михайловны и датского принца Вальдемара-Христиана, отказавшегося принять православие. Указом от 13 июля того же года Михаил Фёдорович выделил иноземцам-немцам другое место, но из-за недовольства православных священнослужителей, которые подали царю челобитную, открытые в другом месте церкви были вскоре закрыты. Церковь святого Михаила была крупнейшей купеческой протестантской общиной в России, куда входило также немало голландцев и англичан. Местный священник Георг Окс заметил в 1624 году, что «в эту общину входит очень много англичан, шотландцев и ирландцев, и их даже больше, чем немцев».
Достаток, широкие возможности и обширные связи позволили лютеранам вместо деревянной церкви построить в 1684—1685 годах каменную церковь, которая стала также свидетельством о новом отношении властей к протестантам. Это была первая каменная церковь на территории Новой Немецкой слободы. Она была освящена и в начале 1686 года в ней уже проводились богослужения. Многие из протестантских церквей имели своего покровителя из-за границы или выбирали его среди богатых прихожан. Лютеранская община святого Михаила была под патронажем городского совета Гамбурга.

### В XVIII—XIX веках

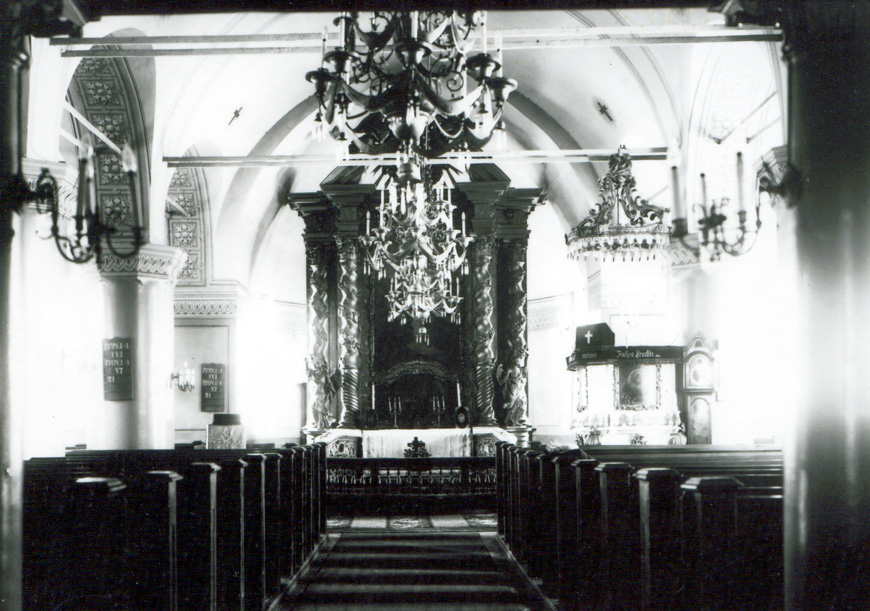
Центральный неф, алтарь 1764 года и амвон

В XVIII веке церковь трижды горела в пожарах 1729, 1737 и 1748 годов. В 1764 году Маргарита Гржибовская передала общине в дар участок земли. 5 декабря того же года, после окончания строительства церкви, состоялось её освящение. В церкви св. Михаила, по-прежнему имевшей всего один неф, выделялся новый орган, который обошёлся общине в 1400 рублей. Колокольни изначально церковь не имела, так как долгое время «иноземный» колокольный звон в Москве не дозволялся. В эпоху правления Екатерины II была предпринята попытка пристроить первую в Москве колокольню к евангелической церкви, но это столкнулось с сопротивлением властей, приказавших церковь «оставить в том состоянии, в каком она ныне находится». На рассмотрение императрицы был подан проект колокольни для одного колокола «без языка» с башенными часами, но её решение по этому вопросу неизвестно.
В 1803 году была построена колокольня церкви святого Михаила. Впоследствии она была запечатлена на фототипиях и гравюрах XIX века. Это довольно массивное сооружение, несколько тяжеловесных и невыразительных архитектурных форм, с невысоким шпилем, ставшим таким же символом района, как Слободской или Лефортовский дворец. Во время Отечественной войны и пожара Москвы 1812 года церковь святого Михаила не пострадала, но здания школы и пастората, а также дома многих прихожан сгорели. Более 20 семей погорельцев получили в церкви временный кров.
С января по сентябрь 1820 года членом приходского совета церкви был Иоганн-Амвросий Розенштраух. В 1830-х годах президентом церковного совета и попечителем церковной школы был выбран его сын, купец и благотворитель Вильгельм Розенштраух.
Пасторы и представители общины являлись членами созданного в 1846 году в Москве, под покровительством Великой княгини Марии Павловны, Попечительства о бедных евангелического исповедания, а также Евангелического дамского общества для вспомоществования бедным сиротам евангелического исповедания (1868). На средства этих организаций были открыты богадельни и приют для сирот.

### Первая треть XX века
В 1904 году община насчитывала 4500 прихожан (4360 немцев, 120 финнов и 20 шведов), были также датчане и выходцы из Прибалтики. В числе реликвий церкви были серебряные чаши конца XVIII — начала XIX веков, двухъярусное паникадило с гербом 1685 года, изящные металлические люстры, сундуки XVIII века. Церковная библиотека насчитывала более 3,5 тысяч книг. В церковный комплекс входили также здания трёхэтажного мужского реального училища, лазарет и часовня. Церковный комплекс с садами и двориками занимали более 2 га земли. 26—29 мая 1915 года по Москве прокатилась волна антинемецких погромов, в ходе которых пострадали люди, немецкие предприятия, также был нанесён большой материальный ущерб протестантским церквям.

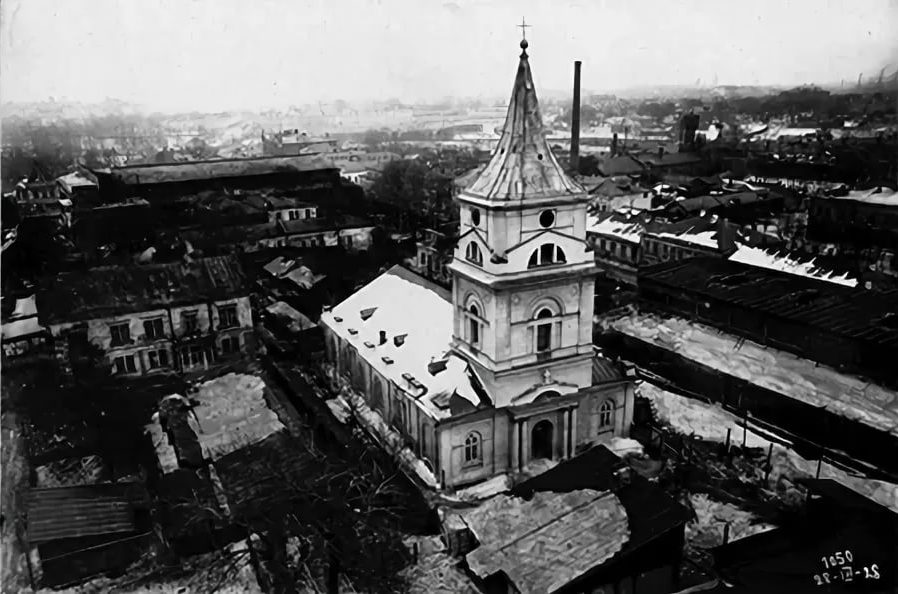
Церковь св. Михаила, 1928 г.

В 1925 году Центральный аэродинамический государственный институт (ЦАГИ), расположенный рядом, стал настаивать на полной ликвидации церкви святого Михаила для расширения занимаемой им территории. В январе 1928 года по ходатайству института Моссовет постановил закрыть церковь. Верующие пытались активно бороться. Они собрали сотни подписей в защиту церкви и отправили во ВЦИК несколько писем с просьбами не закрывать церковь. Епископ Теофил Мейер писал во ВЦИК: «Михайловская церковь, старейший лютеранский храм в нашем государстве, имеет для всех немцев-лютеран выдающееся историческое значение, и закрытие этой церкви явилось бы сильным нравственным ударом для всех немцев-лютеран СССР». 7 мая 1928 года своим решением Президиум ВЦИК передал церковь в распоряжение ЦАГИ. Несмотря на протесты прихожан, церковь была снесена.
При сносе земляные работы велись до глубины 8 метров и все найденные ценности были переданы по назначению. Часть изъятых церковных ценностей была передана в музей. Из описи имущества следует, что летом 1928 года музейные работники приняли: 6 паникадил XVII века, изразцовую печь XVII века, 6 подсвечников, 20 бра XIX века, 1 старинную кованую дверь, 3 креста, 1 знамя рода Брюсов и многое другое. Из храма было вывезено также 127 единиц упаковок с архивными материалами.
В 1928—1936 годах, после закрытия церкви, богослужения общины проходили в здании бывшей Реформатской церкви в Москве. В условиях антирелигиозной политики к 1937 году не только в Москве, но и во всём СССР не осталось ни одного лютеранского пастора, старейшая российская лютеранская община прекратила своё существование.

## Реликвии

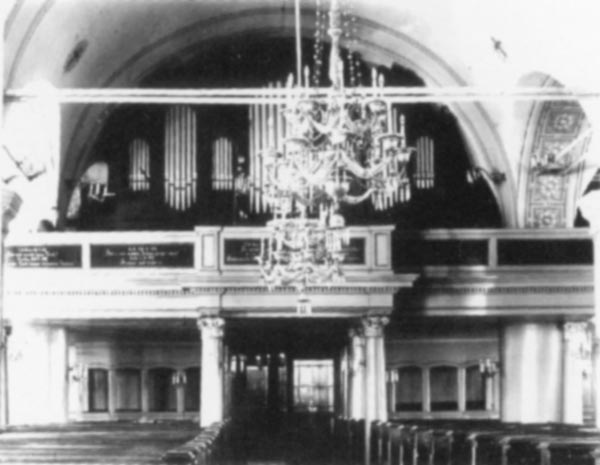
Орган в церкви св. Михаила

В 1998 году реликвия снесённой церкви — алтарная Библия, изданная в Германии в 1665 году — была возвращена наследнику — Кафедральному собору свв. Петра и Павла. Церкви святого Михаила её подарил Генрих Кристиан Бернгард в 1833 году, где она пребывала вплоть до 1928 года. После закрытия церкви она переехала вместе с переездом общины св. Михаила в Реформатскую церковь, а после ликвидации общины, находилась в сарае, в церковном дворе. C 1970 года Библия хранилась в семье пробста Эриха Шахта, в 1993 году она была вывезена в Германию, а в 1998 году — возвращена. Библия является так называемой «толковой Библией», текст которой сопровождается достаточно обширными комментариями. В настоящее время эта Библия возлагается на престол в особо торжественных случаях.
Другой реликвией, дошедшей до наших дней, является алтарь церкви святого Михаила в стиле барокко 1764 года, состоящий из четырёх витых колонн и статуй ангелов, обрамляющих две картины. На большой, верхней из двух, изображено Вознесение Господне, а на малой — Тайная вечеря. После закрытия церкви в 1928 году, алтарь был передан в филиал Музея архитектуры им. А. В. Щусева, размещавшийся в Донском монастыре. После возвращения монастыря Русской православной церкви было решено убрать неправославный алтарь, находившийся в главном монастырском соборе. У музея не было необходимого помещения для алтаря, а алтарь является единственным сохранившимся лютеранским алтарём в России и имеет особую ценность для лютеран, поэтому было дано согласие на возвращение его лютеранской церкви. В проекте полного восстановления лютеранского Кафедрального собора, после реставрации алтарь планируется установить в «мемориальной» капелле на галерее южного нефа.
Сохранился также немецкий романтический церковный орган Вильгельма Зауэра (нем. Wilhelm Sauer) 1898 года с пневматической трактурой, имеющий 33 регистра и 2000 труб. После закрытия церкви его перенесли в 1-й Московский крематорий, а в 1999 году также как и алтарь из крематория передали Кафедральному собору Петра и Павла. Орган был полностью отремонтирован и установлен в соборе в 2005 году. В настоящее время он звучит на богослужениях каждое воскресенье и в праздники, а также на концертах органной и классической музыки, которые регулярно проводятся в соборе.

## Персоналии
Пасторы
- 1575—1576 — Христиан Бокхорн
- 1575—1587 — Иоаким Скультет
- 1602—1605 — Вольдемар Гуллеман
- 1605—1606(?) — Мартин Бер (Martinus Вär, ум. в 1646 г.).
- 1606—1619 — Антон Вебер
- 1619—1634 — Георг Оке (Оксе, Оссе)[21][22] — при Оксе часть прихожан образовала в 1626 году отдельную общину, см.: церковь свв. апп. Петра и Павла.
- 1634—1635 — Мартин Мюстенберг — родом из Данцига, ранее был учителем при церкви св. Михаила, рукоположён в Ревеле в 1633 году, умер в возрасте 35 лет[23].
- 1643—1677 — Балтазар (Валтасар) Фадемрехт — родом из Данцига[24].
- 1662—1669 — Иоганн Готфрид Грегори — приходской учитель в церкви св. Михаила, пастор Саксонской лютеранской общины, затем в 1670—1675 — пастор общины свв. Петра и Павла, основатель первой в Москве театральной школы, директор и режиссёр «комедийной хоромины» — придворного театра, просуществовавшего до 1676 года.
- 1677—1688 — Александр Юнг (Юнге)
- 1689—1718 — Бартольд Вагет
- 1714—1719 — Йозеф Вюртцер
- 1718—1738 — Экхардт Филипп Фрайхольдт
- 1732—1746 — Николай Винтер
- 1746—1757 — Христиан Готлиб Беккер
- 1747—1757 — Эфраим Фридрих Зоненшмидт
- 1763—1800 — Михаэль фон Рихтер (нем. Michael von Richter, 1720—1800)[25]
- 1797—1801 — Иероним Генрих Хаммельман
- 1801—1813 — Якоб Кронеберг (Jacob Croneberg, 1756 — 5 апреля 1813) — ректор церковной школы при церкви, с 1801 года — пастор.
- ? Фридрих Тимофей Рейнбот
- 1814—1821 — Вильгельм Нойман
- 1822—1836 — Адам Христиан Пауль Кольрайф (Кольрейф, 1777—1836) — пастор и писатель[26].
- 1823—? — Христиан Пауль Хубер
- 1834—? — Иоганн Самуэль Хубер
- 1836—1837 — Йозеф (Иосиф) Амадей Кольрайф (Кольрейф)
- 1840—1855 — Август Генрих Дитрих (August Heinrich Dittrich, 1797—1855) — старший пастор (пастор-примариус), с марта 1842 года заседатель Московской евангелическо-лютеранской консистории. В 1850 году награждён золотым наперсным крестом.
- 1843—1855 — Пауль Эберхард
- 1856—1867 — Вильгельм Эразм Сталь (Шталь)
- 1867—1872 — Густав Вильгельм Карлблот
- 1867—1887 — Андреас Вильгельм (Андрей Иванович) Фехнер
- 1887—1896 — Людвиг Самуэль Бакман
- 1897—1903(?) гг. Арвед Кан (Arved Kahn, 1872—1920) — обер-пастор. Умер от сыпного тифа[27].
- 1897—1910 — Армин Вегенер
- 1904—1907 — Максимилиан Штендер (Maximilian Stender, 1876—1922)
- 1907—1908 — Фридрих Дебнер
- 1909—1921 — Александр Зигфрид (Alexander Siegfried, 30 января 1876 — 19 августа 1957, Гельсингфорс). В 1920 году избран асессором в Московской консистории. Эмигрировал в Германию[27].
- 1915 — Павел Кан, Генрих Велер, Теодор Кениг
- 1925—1928 — Эрнст Фридрих Йозеф Гольцмайер (Ernst Friedrich Joseph Holzmayer, 1867—1928)
- 1928—1934 — Вольдемар Рюгер (Woldemar Rüger, 1891—1938). В начале 1935 года арестован по обвинению в получении денежных средств на «контрреволюционную агитацию», приговорён к 5 годам лишения свободы, умер в ссылке на Дальнем Востоке[28].
- 1928—1934 — Александр Теофил Мейер (Теофил Фёдорович, нем. Alexander Theophil Meyer)
- 1928—1936 — Александр Штрек

Члены общины
- Кондрад Буссов (1552/1553—1617) — тесть пастора Мартина Бера, очевидец, описавший Россию в период Смутного времени.
- Иван Ягужинский — органист лютеранской церкви в Москве (ок. 1687; возможно, церкви св. Михаила), отец Павла Ягужинского, сподвижника Петра I.
- Христиан Лодер (1753—1832) — свыше 10 лет был президентом церковного совета и школы при церкви[29].
- Вильгельм Рихтер (1767—1822) — сын пастора Михаила Рихтера (умер 2 февраля 1800 г., 79 лет), член общины св. Михаила, врач-акушер, лейб-медик (1818), заслуженный профессор акушерства Московского университета (1819), автор известного труда «История медицины в России»[30].
- Вильгельм Розенштраух (1792—1870) — президент церковного совета, попечитель церковной школы.
- Фёдор Иванович Роде — член церковного совета. В 1891—92 управитель построек Комитета для благоустройства Введенского иноверческого кладбища. В 1898 построил Евангелическую богадельню на Ирининской улице (ныне — ул. Ф. Энгельса) в Москве[31].
- Макс Александрович Петерс — органист (упоминается в справочниках 1914 и 1917 года[32][33])

Захороненные
В церкви святого Михаила были захоронены знатные особы лютеранского вероисповедания:
- Иоганн Шлезвиг-Гольштейнский (1602) — датский принц, жених царевны Ксении Борисовны Годуновой[2] (извлечён);
- Яков Вилимович Брюс (1735) — граф, российский государственный деятель, военный, инженер и учёный, один из ближайших сподвижников Петра I[2] (извлечён).